# Cristian Stellini
Cristian Stellini (Cuggiono, 27 aprile 1974) è un allenatore di calcio ed ex calciatore italiano, di ruolo difensore, tecnico in seconda del Napoli.

## Biografia
Nato in provincia di Milano, ha praticato prima l'atletica leggera come mezzofondista e poi l'attività calcistica presso l'oratorio Don Bosco.

## Caratteristiche tecniche

### Giocatore
Era un difensore mancino che, in carriera, ha ricoperto sia il ruolo di difensore centrale, sia il ruolo di terzino sinistro.

## Carriera

### Giocatore

#### Gli inizi
Muove i primi passi come calciatore nella Vanzaghellese, giocando il campionato Esordienti. In seguito approda prima alla Pro Patria e poi alla Castanese.
La svolta arriva quando Roberto Bacchin, all'epoca direttore sportivo del Novara, lo porta nel club piemontese. Dopo due anni, Luigi Delneri lo aggrega alla prima squadra.

#### SPAL e Ternana
Nel 1994 si trasferisce alla SPAL, dove colleziona molte presenze e un goal, sfiorando nella stagione 1995-1996 la promozione in Serie B.
Nell'ottobre del 1996 scende di categoria per passare alla Ternana, dove conquista due promozioni consecutive ancora con Delneri in panchina. Nel 1999 disputa il suo primo campionato di Serie B, contribuendo alla salvezza della squadra, ottenuta all'ultima giornata contro la Fidelis Andria al termine di un anno costellato da frequenti cambi alla guida tecnica. Nella stagione 1999-2000 milita un altro anno con la casacca delle Fere in Serie B, ottenendo una nuova salvezza.

#### Como e Modena
Nell'estate del 2000 passa al Como e ottiene due promozioni in due anni. Nella stagione 2002-2003 disputa la sua prima stagione in Serie A, facendo l'esordio nella massima categoria il 14 settembre nella partita Como-Empoli (0-2). Dopo la retrocessione dei lariani continua a militare in Serie A con il Modena, ma disputa solo 2 partite.

#### Genoa, Bari e ritiro
Nella stagione 2004-2005 scende di categoria e gioca nel Genoa, diventando il capitano della squadra rossoblu. Conquista la promozione in Serie A, ma a fine campionato il Genoa viene retrocesso in Serie C1 per illecito sportivo. Con i Grifoni viene subito ripromosso in B, segnando anche due gol nei play-off contro la Salernitana. Nella stagione 2006-2007 riconquista la Serie A.
Il 31 agosto 2007 viene ufficializzata la sua cessione al Bari, squadra con la quale vince il campionato di Serie B nella stagione 2008-2009 e ottiene la promozione. All'età di 36 anni, il 16 maggio 2010, segna il suo primo ed unico gol in Serie A nella partita Bari-Fiorentina (2-0), che sarà anche l'ultima partita della sua carriera.

### Allenatore

#### Gli inizi
Nel 2010 entra a far parte dello staff di Antonio Conte, già suo allenatore nella stagione 2008-2009 ai tempi del Bari, come collaboratore tecnico nel Siena.
All'inizio della stagione 2011-2012 segue, sempre come collaboratore tecnico, Antonio Conte nel passaggio alla Juventus. Il 6 agosto 2012, con una lettera indirizzata al presidente Andrea Agnelli, rassegna le sue dimissioni da collaboratore tecnico della società bianconera in seguito al suo coinvolgimento nello scandalo calcioscommesse.

#### Genoa Primavera e Alessandria
Dal 2015 al 2017 allena la formazione Primavera del Genoa. Il 26 giugno 2017 viene ingaggiato come nuovo allenatore dell'Alessandria, reduce dalla finale play-off persa sul neutro di Firenze contro il Parma. Tuttavia alla guida dei Grigi non ottiene i risultati sperati, così il 20 novembre successivo viene esonerato insieme a tutto il suo staff dopo la sconfitta casalinga contro la Viterbese.

#### Inter e Tottenham
Nel 2019 torna a lavorare con Conte in qualità di suo vice all'Inter. Il 27 maggio 2021 risolve il suo contratto con la società nerazzurra.
Nel novembre dello stesso anno segue Conte anche nell'esperienza al Tottenham, sempre in qualità di vice. Nel febbraio 2023, per i postumi di un intervento di asportazione della cistifellea e successivo periodo di convalescenza del tecnico salentino, guida temporaneamente la squadra londinese.
Il 26 marzo 2023, a seguito della risoluzione consensuale del contratto tra Conte ed il club londinese, viene nominato allenatore ad interim degli Spurs, in quel momento quarti in classifica con 49 punti dopo 28 turni, venendo affiancato da Ryan Mason. Il 3 aprile seguente, al debutto, pareggia per 1-1 con l’Everton, mentre la prima vittoria arriva l'8 aprile contro il Brighton per 2-1, venendo espulso nel secondo tempo per un diverbio con l’allenatore avversario Roberto De Zerbi.
Il 24 aprile, in seguito alla sconfitta per 6-1 in casa del Newcastle Utd, viene sollevato dall'incarico dopo quattro gare (una vittoria, un pareggio e due sconfitte).

#### Napoli
L'esperienza come vice allenatore di Antonio Conte prosegue quando, il 5 giugno 2024, i due entrano a far parte dello staff tecnico del Napoli. Il 23 maggio 2025 ha allenato il Napoli nel successo per 2-0 contro il Cagliari, che ha portato il quarto storico scudetto partenopeo, al posto dello squalificato Conte.

## Controversie
Coinvolto nello scandalo del calcioscommesse del 2011, ha patteggiato 2 anni di squalifica più 50 000 euro di ammenda nel filone di Cremona e 6 mesi in continuazione in quello di Bari.

## Statistiche

### Statistiche da calciatore
| Stagione        | Squadra         | Campionato      | Campionato | Campionato | Coppe nazionali | Coppe nazionali | Coppe nazionali | Coppe continentali | Coppe continentali | Coppe continentali | Altre coppe | Altre coppe | Altre coppe | Totale | Totale |
| Stagione        | Squadra         | Comp            | Pres       | Reti       | Comp            | Pres            | Reti            | Comp               | Pres               | Reti               | Comp        | Pres        | Reti        | Pres   | Reti   |
| --------------- | --------------- | --------------- | ---------- | ---------- | --------------- | --------------- | --------------- | ------------------ | ------------------ | ------------------ | ----------- | ----------- | ----------- | ------ | ------ |
| 1992-1993       | Novara          | C2              | 2          | 0          | CI-C            | 0               | 0               | -                  | -                  | -                  | -           | -           | -           | 2      | 0      |
| 1993-1994       | Novara          | C2              | 28         | 0          | CI-C            | 1+?             | 0+?             | -                  | -                  | -                  | -           | -           | -           | 29     | 0      |
| Totale Novara   | Totale Novara   | Totale Novara   | 30         | 0          |                 | 1               | 0               |                    | -                  | -                  |             | -           | -           | 31     | 0      |
| 1994-1995       | SPAL            | C1              | 28         | 1          | CI+CI-C         | ?+?             | ?+?             | -                  | -                  | -                  | -           | -           | -           | 28     | 1      |
| 1995-1996       | SPAL            | C1              | 21+2       | 0+0        | CI-C            | ?               | ?               | -                  | -                  | -                  | -           | -           | -           | 23     | 0      |
| 1996-gen. 1997  | SPAL            | C1              | 4          | 0          | CI+CI-C         | 2+?             | 0+?             | -                  | -                  | -                  | -           | -           | -           | 6      | 0      |
| Totale SPAL     | Totale SPAL     | Totale SPAL     | 55         | 1          |                 | 2               | 0               |                    | -                  | -                  |             | -           | -           | 57     | 1      |
| gen.-giu. 1997  | Ternana         | C2              | 26         | 0          | CI-C            | 1               | 0               | -                  | -                  | -                  | -           | -           | -           | 27     | 0      |
| 1997-1998       | Ternana         | C1              | 32+3       | 0+0        | CI-C            | 6               | 0               | -                  | -                  | -                  | -           | -           | -           | 41     | 0      |
| 1998-1999       | Ternana         | B               | 28         | 0          | CI              | 0               | 0               | -                  | -                  | -                  | -           | -           | -           | 29     | 0      |
| 1999-2000       | Ternana         | B               | 24         | 2          | CI              | 6               | 3               | -                  | -                  | -                  | -           | -           | -           | 30     | 5      |
| Totale Ternana  | Totale Ternana  | Totale Ternana  | 113        | 2          |                 | 13              | 3               |                    | -                  | -                  |             | -           | -           | 126    | 5      |
| 2000-2001       | Como            | C1              | 33+4       | 3+0        | CI-C            | 3               | 0               | -                  | -                  | -                  | -           | -           | -           | 40     | 3      |
| 2001-2002       | Como            | B               | 37         | 1          | CI              | 6               | 0               | -                  | -                  | -                  | -           | -           | -           | 43     | 1      |
| 2002-2003       | Como            | A               | 30         | 0          | CI              | 2               | 0               | -                  | -                  | -                  | -           | -           | -           | 32     | 0      |
| Totale Como     | Totale Como     | Totale Como     | 104        | 4          |                 | 11              | 0               |                    | -                  | -                  |             | -           | -           | 115    | 4      |
| 2003-gen. 2004  | Modena          | A               | 2          | 0          | CI              | 2               | 0               | -                  | -                  | -                  | -           | -           | -           | 4      | 0      |
| gen.-giu. 2004  | Genoa           | B               | 15         | 0          | CI              | 0               | 0               | -                  | -                  | -                  | -           | -           | -           | 15     | 0      |
| 2004-2005       | Genoa           | B               | 34         | 1          | CI              | 1               | 1               | -                  | -                  | -                  | -           | -           | -           | 35     | 2      |
| 2005-2006       | Genoa           | C1              | 24+4       | 4+2        | CI+CI-C         | 0+?             | 0+?             | -                  | -                  | -                  | -           | -           | -           | 28     | 6      |
| 2006-2007       | Genoa           | B               | 21         | 0          | CI              | 2               | 0               | -                  | -                  | -                  | -           | -           | -           | 23     | 0      |
| lug.-ago. 2007  | Genoa           | A               | 0          | 0          | CI              | 2               | 0               | -                  | -                  | -                  | -           | -           | -           | 2      | 0      |
| Totale Genoa    | Totale Genoa    | Totale Genoa    | 98         | 7          |                 | 5               | 1               |                    | -                  | -                  |             | -           | -           | 103    | 8      |
| ago. 2007-2008  | Bari            | B               | 28         | 1          | CI              | 0               | 0               | -                  | -                  | -                  | -           | -           | -           | 28     | 1      |
| 2008-2009       | Bari            | B               | 29         | 0          | CI              | 0               | 0               | -                  | -                  | -                  | -           | -           | -           | 29     | 0      |
| 2009-2010       | Bari            | A               | 9          | 1          | CI              | 1               | 0               | -                  | -                  | -                  | -           | -           | -           | 10     | 1      |
| Totale Bari     | Totale Bari     | Totale Bari     | 66         | 2          |                 | 1               | 0               |                    | -                  | -                  |             | -           | -           | 67     | 2      |
| Totale carriera | Totale carriera | Totale carriera | 468        | 16         |                 | 35              | 4               |                    | -                  | -                  |             | -           | -           | 503    | 20     |

### Statistiche da allenatore
Statistiche aggiornate al 24 aprile 2023.
| Stagione        | Squadra         | Campionato      | Campionato | Campionato | Campionato | Campionato | Coppe nazionali | Coppe nazionali | Coppe nazionali | Coppe nazionali | Coppe nazionali | Coppe continentali | Coppe continentali | Coppe continentali | Coppe continentali | Coppe continentali | Altre coppe | Altre coppe | Altre coppe | Altre coppe | Altre coppe | Totale | Totale | Totale | Totale | % Vittorie | Piazzamento |
| Stagione        | Squadra         | Comp            | G          | V          | N          | P          | Comp            | G               | V               | N               | P               | Comp               | G                  | V                  | N                  | P                  | Comp        | G           | V           | N           | P           | G      | V      | N      | P      | %          | Piazzamento |
| --------------- | --------------- | --------------- | ---------- | ---------- | ---------- | ---------- | --------------- | --------------- | --------------- | --------------- | --------------- | ------------------ | ------------------ | ------------------ | ------------------ | ------------------ | ----------- | ----------- | ----------- | ----------- | ----------- | ------ | ------ | ------ | ------ | ---------- | ----------- |
| lug.-nov. 2017  | Alessandria     | C               | 14         | 2          | 6          | 6          | CI+CI-C         | 2+0             | 1+0             | 0+0             | 1+0             | -                  | -                  | -                  | -                  | -                  | -           | -           | -           | -           | -           | 16     | 3      | 6      | 7      | 18,75      | Eson.       |
| mar.-apr. 2023  | Tottenham       | PL              | 4          | 1          | 1          | 2          | FACup+CdL       | -               | -               | -               | -               | UCL                | -                  | -                  | -                  | -                  | -           | -           | -           | -           | -           | 4      | 1      | 1      | 2      | 25,00      | Sub., Eson. |
| Totale carriera | Totale carriera | Totale carriera | 18         | 3          | 7          | 8          |                 | 2               | 1               | 0               | 1               |                    | -                  | -                  | -                  | -                  |             | -           | -           | -           | -           | 20     | 4      | 7      | 9      | 20,00      |             |

## Palmarès

### Giocatore
- Campionato italiano Serie C2: 1

Ternana: 1996-1997 (girone B)
- Campionato italiano di Serie B: 2

Como: 2001-2002
Bari: 2008-2009